# زهراب‌کند
زهراب‌کند (به ترکی آذربایجانی: Zöhrabkənd) یک منطقهٔ مسکونی در جمهوری آذربایجان است که در شهرستان شابران واقع شده‌است.